# مجلس نواب أريزونا
مجلس نواب أريزونا (بالإنجليزية: Arizona House of Representatives) هو مجلس النواب التشريعي لولاية أريزونا الأمريكية، يقع المقر الرئيسي له في فينيكس، أريزونا، ويتكون من 60 مقعداً، وهو المجلس الأدنى في Arizona State Legislature ‏.

## طالع أيضًا
- Arizona State Legislature [الإنجليزية]‏